# Dusona nursei
Dusona nursei är en stekelart som först beskrevs av Cameron 1907.  Dusona nursei ingår i släktet Dusona och familjen brokparasitsteklar. Inga underarter finns listade i Catalogue of Life.